# جنگ و تصمیم‌گیری
جنگ و تصمیم‌گیری (انگلیسی: War and Decision)، «پنتاگون، در سپیده دم جنگ علیه تروریسم» شرح حال نوشته شده توسط داگلاس فیث، معاون سیاسی وزیر دفاع پیشین آمریکا است، که آغاز جنگ علیه تروریسم و جنگ در افغانستان و عراق را بازگو می‌کند. کتاب در ۸ آوریل ۲۰۰۸ منتشر شد. علاوه بر حوادث، که عمدتاً جزئیات از تابستان ۲۰۰۱ تا ژوئن ۲۰۰۴ را نشان می‌دهد، این کتاب حاوی یک پیوست ۳۰ صفحه ای با رونوشت یادداشت‌های دولت ایالات متحده و سایر اسناد است.
در مصاحبه ای که فیث با برنامه ۶۰ دقیقه تلویزیون سی‌بی‌اس در تاریخ ۶ آوریل انجام داد، همه درآمد حاصل از فروش این کتاب را به بنیادی که خودش در حمایت از خانواده‌های نظامیان سابق تأسیس کرده بود، اهدا کرد.

## پذیرش انتقادی
- هنری کیسینجر، مشاور سابق امنیت ملی و وزیر امور خارجه، نوشته‌است که: «کتاب فیث بیانیه جامع و متفکرانه پنتاگون، قبل و در مراحل ابتدایی جنگ عراق می‌باشد، حتی کسانی هم مثل من می‌توانند از خواندن نتیجه‌گیری‌های آن تصویر بهتری بگیرند.»
- جیمز شلسینگر، جمهوری‌خواه، مدیر سابق اطلاعات مرکزی و وزیر دفاع، نوشت: «برای هر کسی که به طور جدی به تصمیم‌گیری‌های قبل و بعد از جنگ عراق علاقه‌مند است، کتاب «جنگ و تصمیم‌گیری» را بایستی حتماً بخواند. این نخستین بار است که از درون وزارت دفاع و همچنین مستندات دقیق فیث بیش از نظرات آزاد چنین چیزی ارائه می‌شود. او بسیاری از روزنامه نگاران و سیاستمداران برجسته و بسیار شناخته شده را به کناری می‌زند. او از تصمیمات رئیس جمهور به‌طور جدی دفاع می‌کند، گرچه تصمیمات بعدی بیانگر قصور در اجرای آنها بوده‌است، قضاوت‌های او بسیار عمیق و قابل تأمل هستند - و بعنوان یک بازیکن مهم در این فرایند، در مورد آنچه که اشتباه بود، کاملاً بی‌طرف است. «جنگ و تصمیم» یک گنج برای مورخان خواهد بود - زمانی که فضای داغ و ملتهب کنونی سرانجام فروکش کند.»
- ژان ادوارد اسمیت، مورخ و نویسنده، نوشت که: «داگلاس فیث یک مدل خاطره را به نمایش گذاشت: منصفانه، واقعی و عینی و بدون خصومت. این حقیقت که سیاستی که وی در آن نقش داشت، از ابتدا ناقص بود و هیچگاه اهمیت تاریخی آنرا کاهش نمی‌دهد.»
- رابرت گالوچی، معاون وزیر امور خارجه پیشین و رئیس مدرسه خدمات خارجی در دانشگاه جرج‌تاون، نوشت: «داگلاس فیث یک کتاب بحث‌برانگیز نوشته‌است که یعنی چه و چیست؟ قطعاً بسیاری از خوانندگان را خشمگین خواهد کرد، زیرا زوایای متفاوتی دیگری را در رابطه با دلائل عقلانی که باعث جنگ عراق شده را بررسی می‌کند، براساس چه خطاهایی و بر روی چه کسی این خطاها اعمال شد، اما کار فیث، یک کار جدی است که به خوبی مستند شده‌است، و بهترین دفاع را تا این تاریخ از سیاست تعیین‌کننده ریاست جمهوری بوش ارائه می‌دهد. یک کار قابل اتکاء که سزاوار خواندن و بحث کردن است.»[۲]
- فرد اینکل از مرکز مطالعات استراتژیک و بین‌المللی و معاون سیاسی وزیر دفاع در دولت ریگان، در رابطه با کتاب فیث گفت: «انتقاد از خطاهای گذشته بسیار آسان است، اما افتادن خواننده به دست اندازها و تونل‌های پر پیچ وخم تصمیم‌گیری در یک دولت متفرق به ویژه یک دولت تقسیم شده توسط یک فرمانده کل بسیار سخت‌تر است و این بسیار دشوار است که با حس وفاداری و شایستگی و احترام نسبت به مقامات ارشد که از شما برای شرکت در این دولت دعوت کرده‌اند، اینکار را انجام دهید. فیث همه اینها و خیلی چیزهای دیگری را در کتابش آورده‌است.»
- ری دوبیس از مرکز مطالعات استراتژیک و بین‌المللی و همکار پنتاگونی اش فیث، گفت: «اگر من تجربیات پنتاگون خودم را بنویسم امیدوارم که بتوانم یک منصف بی سر و صدا باشم، من معتقدم که دو کلمه است که اساساً واشینگتن با آنها سنخیتی ندارد - اما من امیدوارم که همانطوری باشم که دوگ بوده. نه اینکه همه ما با همه چیز موافق باشیم، اما نمی‌توان با اسناد و مدارک، تحقیقات جامع، پژوهشگری، و اسناد و مدارکی که او، در کتاب خود چاپ کرده‌است مخالف بود. این یادداشت‌ها در آن زمان به وضوح نشان می‌دهد که تلاش‌های زیادی در این زمینه صورت گرفته‌است، همانگونه که او به ما حقیقت را می‌گوید.»
- کریستوفر هیچنز این کتاب را «جدال و نزاع درونی و ایدئولوژیکی دولت بوش» خواند و خاطرنشان ساخت که: «فیث همچنین خدماتی برای ایجاد یک وب سایت برای ما کرد، که در آن شما می‌توانید بروید و تمام منابع او را پیگیری و آنها را در برابر توضیحات و تحلیل‌های او چک کنید». وی همچنین روزنامه‌های بزرگ را به خاطر عدم معرفی این کتاب محکوم کرد و اشاره کرد که جیمز رایزن یک مقاله در مورد آن کتاب منتشر کرده‌است که نیویورک تایم هرگز منتشر نکرده‌است.[۳]